# بانک پشتنی
پَشْتَنی بانک یکی از بانک‌های تجارتی دولت افغانستان است که با بیش از ۷۰ سال تجربه خود توانسته‌است خدمات بانکی را با تاجران، سرمایه‌داران و مشتریان حود نماید. مرکز این بانک در قلب شهر کابل یعنی پل باغ عمومی قرار دارد. این بانک توسط بانک مرکزی افغانستان، بیمهٔ ملی افغان، و شرکت هواپیمایی آریانا افغان هوایی شرکت کنترل می‌شود که از جمله سهامداران بزرگ این بانک به‌شمار می‌آید. سرمایهٔ این بانک در سال ۲۰۱۶ به ۹۸۴ میلیون افغانی رسیده بود.

## خدمات پشتنی بانک
خدمات بانکی پشتنی مانند اکثر بانک‌های کشورهای جهان می‌باشد. اکنون این خدمات سوئیفت، جاری، بانکداری اینترنتی، و ویستریونین می‌باشد که در اکثر ولایات افغانستان فعال می‌باشد. درین بانک مشتریان حق دارند حساب به اسعار خارجی باز نموده، مفاد را به حساب اسعار خارجی به‌دست آورند. پشتنی بانک دارای چهار حساب بانکی یعنی جاری، پس‌انداز، معیادی و قرضه می‌باشد. بانک به حساب پس‌انداز مشتریان خود ۱۰ درصد مفاد در سال پرداخته ولی حساب جاری آن بدون مفاد می‌باشد.

## تاریخچه
پشتنی تجارتی بانک به عنوان یک سازمان با اهمیت اقتصادی افغانستان در سال ۱۳۳۳ خورشیدی (۱۹۵۴ میلادی) با سرمایهٔ ۱۲۰ میلیون افغانی با کمک بانک توسعهٔ کشاورزی و دیگر سازمان‌های دولتی در زمان حکومت اعلیحضرت محمد ظاهر شاه تأسیس گردید.
نخستین رئیس این بانک جنت خان غروال بود که برای مدت ۱۹ سال وظیفه اجرا نمود. در مراحل اول در پنج مرکز و چهار استان و سه منطقهٔ مرزی افغانستان فعالیت می‌کرد. افزون بر این بانک نمایندگی‌های در پیشاور، کراچی و منطقهٔ چمن کویتهٔ پاکستان باز نموده بود. در سال ۱۳۵۲ (۱۹۷۳) زمانی که سردار محمد داود خان به قدرت رسید و با تغییر نمودن حکومت از سلطنتی به جمهوری، پشتنی بانک سهام خصوصی را از دست داده و به‌طور کامل متعلق به دولت شد.
بانک پشتنی در طول سی سال جنگ و درگیری‌های داخلی همچو استوار ایستاده و خدمات بانکی خویش را ادا نموده‌است. پشتنی بانک در سال ۱۳۵۲ در اثر تغییرات سیاسی به بحران اقتصادی مبتلا گردیده، مبلغ ۲۱ میلیون ضرر نمود. بانک مجبور گردید که خلأ را با همکاری بانک مرکزی پر نماید.
به‌دنبال این همکاری وضیعت اقتصادی بانک بهتر گردیده سود بیشتر را به‌دست‌آورد. چنانچه در سال ۱۳۵۴ سود خالص به ۵۷٫۷۱ میلیون افغانی رسیده بود. در سال ۱۳۵۶ سرمایهٔ بانک از ۲۵۰ میلیون افغانی به ۷۵۰ میلیون افغانی رسیده مبلغ ۱۳۳ میلیون سود به‌دست‌آورد. در سال ۱۳۶۳ بلاثر توجه دولت سرمایهٔ این بانک به یک میلیارد افغانی رسیده بود. در سال ۱۳۷۲ در اثر جنگ‌های کابل بین تنظیم‌ها سرمایهٔ بانک به باد فنا رفت. در زمان طالبان بانک با یک سرمایهٔ ناچیزی لنگ لنگان به پیش می‌رفت. پس از جوزا ۲۶ ژوئیهٔ ۲۰۰۴ بانک بالاثر توجه جهانی و چاپ پول جدید بانک دوباره سرمایهٔ از دست رفته خود را به‌دست‌آورد. مطابق به قانون جدید بانکی افغانستان فعالیت دارد.